# Anosia nora
Anosia nora är en fjärilsart som beskrevs av Swinhoe 1917. Anosia nora ingår i släktet Anosia och familjen praktfjärilar. Inga underarter finns listade i Catalogue of Life.